# 第20爆撃集団
第20爆撃軍（XX Bomber Command）は、アメリカ陸軍航空軍第20空軍隷下の爆撃軍。直下の隷下部隊として第58爆撃団を有する。司令部はインドのカラグプール。このほか前進基地が中国四川省の成都に置かれた。

## 概要
1944年以降、その任務は専ら日本本土への戦略爆撃の実施であった。
B-29による爆撃部隊としての第20爆撃集団は1943年11月、カイロで開かれた米英中三国首脳会談においてB-29を対日戦用の戦略爆撃機としてのみ使用することが決定されて以降に誕生した。この時の司令官は ケネス・B・ウルフ准将であった。彼は「ウルフ特別プロジェクト」と呼ばれた訓練部隊においてB-29搭乗員の養成を行っていた。これらの搭乗員は第58爆撃団 、第73爆撃団 として編成され、前者は第20爆撃軍の管轄下に置かれた。1944年4月、第20空軍が誕生するとその隷下に置かれ、同月の中国からの対日攻撃用基地提供を受けて第58爆撃団を率いて中国、ビルマ、インドのいわゆるCBI戦域に展開した。第20爆撃軍はウルフの指揮下で八幡空襲を実行した。これはB-29が陸上基地を拠点として行った初めての日本本土空襲であったが、戦果は微々たるものであった。このためウルフは更迭され、7月、ラベーヌ・G・サンダース准将が一時司令官となった後、翌8月カーティス・T・ルメイ少将に司令官が交代した。

## 隷下部隊
- 第58爆撃団